# Тодор Байрактаров
Тодор Байрактаров Фурнаджиев или Фурнаджията е български революционер, деец на Вътрешната македоно-одринска революционна организация.

## Биография
Тодор Байрактаров е роден в битолското село Лажец, тогава в Османската империя, днес в Северна Македония. По професия е фурнаджия. Работи в Битоля и става укривател на Дельо Лесковски и Стоян Донски. Георги Попхристов го определя като „смел и способен, природно развит човек, твърде много вещ в поддържане на връзка с хайдутите“.
По-късно Тодор Фурнаджиев е член на местната терористична група на ВМОРО. През февруари 1902 година става нелегален четник при Георги Сугарев. Влизат в конфликт като се налага Анастас Лозанчев да ги помирява. След като войводата се разболява, четата е оглавена от Байрактаров. Загива с цялата си чета на 15 юли 1902 година в сражение с турски части при село Чарлия (Горна или Долна Чарлия) по предателство на Иван Кулаков от Чарлия. С него загиват четниците Ристе от Будаково, Леко и син му Димитър от Бач, Боже от Трап, Темелко Спасов от Лера, Мице и Цветан от Кичевско и един папуджия от Битолско, спасява се единствено четникът Петре Тасев от Могила.